# Mespuits
Mespuits  [mɛpyi] je francouzská obec v departementu Essonne, v regionu Île-de-France, 56 kilometrů jihozápadně od Paříže.

## Geografie
Sousední obce: Bois-Herpin, Puiselet-le-Marais, Valpuiseaux, Roinvilliers, Gironville-sur-Essonne, Blandy, Brouy a Champmotteux.

## Vývoj počtu obyvatel
Počet obyvatel